# Castana
Castana är en ort och kommun i provinsen Pavia i regionen Lombardiet i Italien. Kommunen hade 746 invånare (2018).